# DAF 45/55

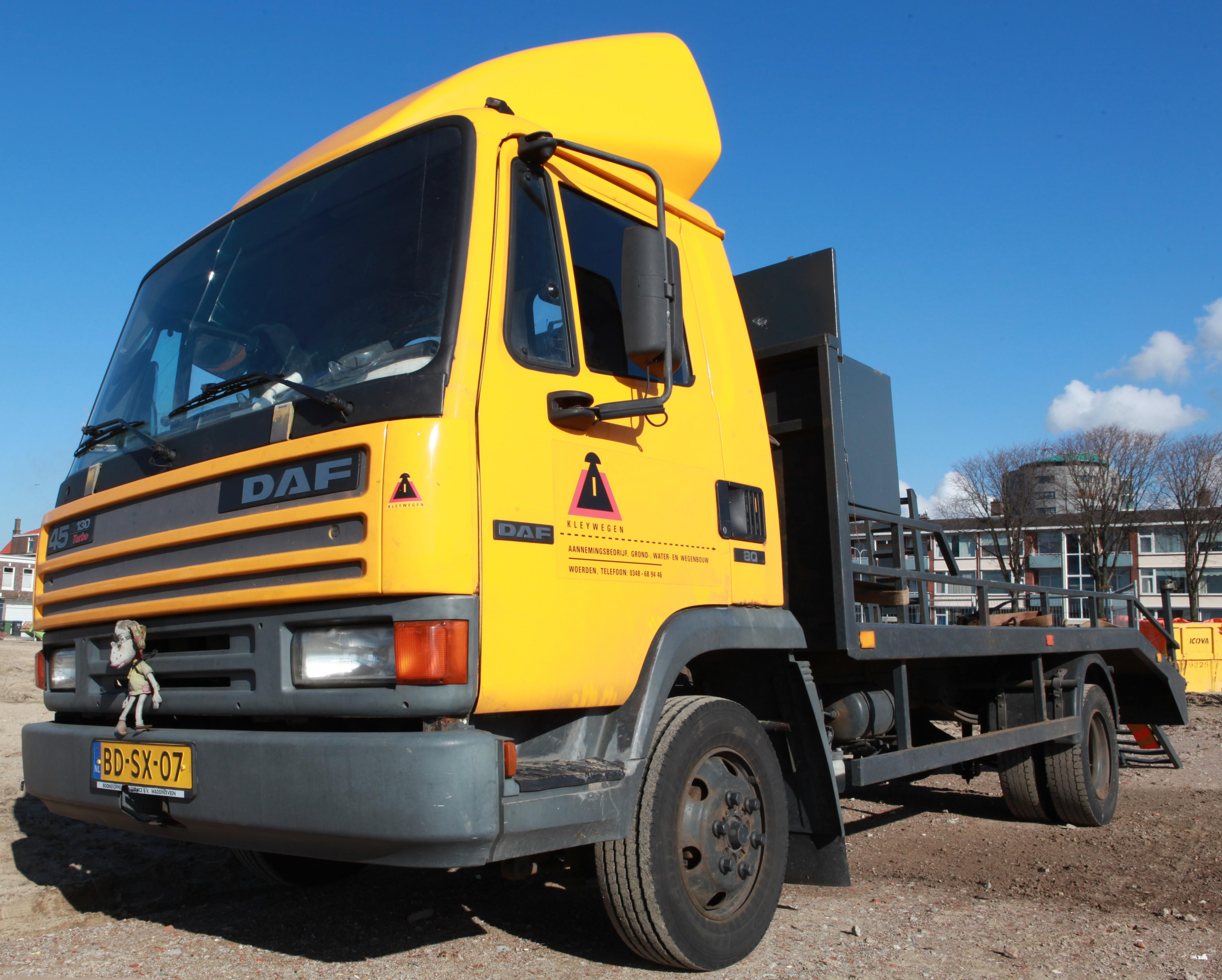
DAF 45/55

Die DAF 45/55 Serie war ein Verteiler-LKW von DAF (Automobile), der auf dem Leyland Roadrunner basiert. Nach der Kooperation 1986 mit Leyland Motors und Gründung von Leyland DAF 1987 verfügte DAF nun auch über eine moderne Palette von leichten Nutzfahrzeugen, die in den 1980er Jahren von Leyland Motors selbst eingeführt wurde. Ab 1991 vermarktete Leyland DAF in der Folge den Roadrunner als Leyland DAF 45 in den Commonwealth of Nations Ländern und in den Exportländern außerhalb Kontinentaleuropas. In Kontinentaleuropa, wo der Leyland Roadrunner als DAF 600/800/1000 Serie vermarktet worden war, hieß er nun DAF 45. Durch den Konkurs von Leyland DAF 1993 erwarb Paccar, zu dem bereits Kenworth, Peterbilt und Foden gehörten das Unternehmen. Nach einer erneuten Überarbeitung 1994 wurde das Modell bei gleichzeitiger Baureiheerweiterung zum DAF 45/55, wobei der Name Leyland nur noch in Großbritannien mitaufgeführt wurde. Gleichzeitig wurde die Baureihe nun auch nach Nordamerika exportiert und dort als Kenworth K300 vermarktet. Dort ersetzte es ein auf dem VW G90 basierendes Modell.
Mit immer wieder kleineren Modernisierungen wurde die Baureihe bis 2001 produziert und dann durch den im Vereinigten Königreich neu entwickelten DAF LF abgelöst.